# زنکت گئورگن (جنگل سیاه)
شهر زنکت گئورگن (به آلمانی: Sankt Georgen) در ایالت بادن-وورتمبرگ در کشور آلمان واقع شده‌است.